# Ysaora Thibus
Ysaora Jennifer Thibus (Les Abymes, Guadalupe, 22 de agosto de 1991) es una deportista francesa que compite en esgrima, especialista en la modalidad de florete.
Participó en tres Juegos Olímpicos de Verano, obteniendo una medalla de plata en Tokio 2020, en la prueba por equipos (junto con Anita Blaze, Pauline Ranvier y Astrid Guyart), el cuarto lugar en Londres 2012, por equipos, y el quinto en Río de Janeiro 2016, en la prueba individual.
Ganó diez medallas en el Campeonato Mundial de Esgrima entre los años 2013 y 2023, y doce medallas en el Campeonato Europeo de Esgrima entre los años 2012 y 2022.
En los Juegos Europeos de Cracovia 2023 consiguió una medalla de plata en la prueba por equipos.
En febrero de 2024 fue suspendida de la competición al dar positivo en un control antidopaje por enobosarm.

## Palmarés internacional
| Juegos Olímpicos   | Juegos Olímpicos        | Juegos Olímpicos  | Juegos Olímpicos    |
| Año                | Lugar                   | Medalla           | Prueba              |
| ------------------ | ----------------------- | ----------------- | ------------------- |
| 2020               | Tokio (Japón)           | Medalla de plata  | Florete por equipos |
| Campeonato Mundial |                         |                   |                     |
| Año                | Lugar                   | Medalla           | Prueba              |
| 2013               | Budapest (Hungría)      | Medalla de plata  | Florete por equipos |
| 2014               | Kazán (Rusia)           | Medalla de bronce | Florete por equipos |
| 2015               | Moscú (Rusia)           | Medalla de bronce | Florete por equipos |
| 2016               | Río de Janeiro (Brasil) | Medalla de bronce | Florete por equipos |
| 2017               | Leipzig (Alemania)      | Medalla de bronce | Florete individual  |
| 2018               | Wuxi (China)            | Medalla de plata  | Florete individual  |
| 2018               | Wuxi (China)            | Medalla de bronce | Florete por equipos |
| 2022               | El Cairo (Egipto)       | Medalla de oro    | Florete individual  |
| 2022               | El Cairo (Egipto)       | Medalla de bronce | Florete por equipos |
| 2023               | Milán (Italia)          | Medalla de plata  | Florete por equipos |
| Juegos Europeos    |                         |                   |                     |
| Año                | Lugar                   | Medalla           | Prueba              |
| 2023               | Cracovia (Polonia)      | Medalla de plata  | Florete por equipos |
| Campeonato Europeo |                         |                   |                     |
| Año                | Lugar                   | Medalla           | Prueba              |
| 2012               | Legnano (Italia)        | Medalla de plata  | Florete por equipos |
| 2013               | Zagreb (Croacia)        | Medalla de plata  | Florete por equipos |
| 2013               | Zagreb (Croacia)        | Medalla de bronce | Florete individual  |
| 2014               | Estrasburgo (Francia)   | Medalla de bronce | Florete por equipos |
| 2015               | Montreux (Suiza)        | Medalla de bronce | Florete por equipos |
| 2016               | Toruń (Polonia)         | Medalla de bronce | Florete por equipos |
| 2017               | Tiflis (Georgia)        | Medalla de bronce | Florete individual  |
| 2018               | Novi Sad (Serbia)       | Medalla de bronce | Florete por equipos |
| 2019               | Düsseldorf (Alemania)   | Medalla de plata  | Florete por equipos |
| 2019               | Düsseldorf (Alemania)   | Medalla de bronce | Florete individual  |
| 2022               | Antalya (Turquía)       | Medalla de plata  | Florete por equipos |
| 2022               | Antalya (Turquía)       | Medalla de bronce | Florete individual  |